# Stadionul Francisc von Neuman
Das Stadionul Francisc von Neuman, auch bekannt als Stadionul UTA, ist ein Fußballstadion in Arad in Rumänien. Es wurde an der Stelle des alten gleichnamigen Stadionul Francisc von Neuman gebaut. Das Stadion wurde am 28. August 2020 eröffnet und dient derzeit als Heimspielstätte für den Fußballverein UTA Arad. Das Stadionul Francisc von Neuman ist ein Stadion der Kategorie vier in der UEFA-Stadionklassifikation und gehört zu den modernsten Spielstätten des Landes. Das Stadion weist eine Kapazität von über 12.000 Plätzen auf, welche auf vier unverbundene Tribünen verteilt sind.
Es ist nach einem lokalen jüdisch-ungarischen Aristokraten benannt, Francisc von Neumann, einem Baron, der mehrere Unternehmen in Arad besaß und den Bau des alten Stadions und die Gründung des Vereins persönlich unterstützte.

## Geschichte
Das erste Stadionul Francisc von Neuman wurde 1946 eröffnet und diente über 70 Jahre lang dem UTA Arad als Heimstätte. Der Bau des neuen Stadions begann auf dem Standort des alten Stadionul Francisc von Neuman im Jahre 2014. Die Fertigstellung war ursprünglich für 2017 geplant, verzögerte sich allerdings aufgrund von Problemen mit dem lokalen Bauherren um drei Jahre. Nach dem Austausch des Bauherren wurden die Bauarbeiten im August 2020 abgeschlossen. Das erste Spiel im Stadion war ein Spiel der Liga 1 zwischen UTA Arad und FC Voluntari, das mit einem torlosen Unentschieden endete. Aufgrund der COVID-19-Pandemie fand das Spiel ohne Zuschauer statt.